# 宮田ジム・スポーツクラブ
宮田ジム・スポーツクラブ（みやたジム・スポーツクラブ）は、東京都葛飾区立石に所在するプロボクシングのジムである。

## 概略
ライトフライ級で全日本新人王に輝いた宮田博行が引退直後の1987年に設立。日本王者4名、新人王を多数輩出した名門ボクシングジムであり、2007年には内藤大助を世界王座に導いた。
2006年には女子部門を創設。担当トレーナー名から「白鳥良子ボクシングジム」と呼ばれる。JBC女子解禁後の2010年、水谷智佳が東洋太平洋女子王座を獲得した。
2009年5月26日に行われた内藤の5度目の防衛戦では、会場の使用許可などをめぐって開催地が興行の3日前に中国・上海から東京・ディファ有明へと変更され、また1試合12ラウンドのみの興行となった。これに関してJBC倫理委員会などが検討した結果、ボクシング界に対する社会的信用を損なう結果をもたらしたとされ、同年7月1日付で会長の宮田が厳重注意処分を受けた
。

## 選手

### ジム出身世界王者
- 内藤大助（WBCフライ級）

### 主な現役選手
かつて在籍した現役選手
- 粉川拓也(世界挑戦2回、第53代・第55代日本フライ級王者、第31代OPBF東洋太平洋スーパーフライ級王者、角海老宝石ボクシングジムへ移籍)

### 引退した主な選手
- 内藤大助（元WBC世界フライ級王者。全日本同級新人王、元日本・元OPBF東洋太平洋同級王者）
- 真部豊（元日本ジュニアフェザー級王者）
- 松倉義明（元日本ジュニアバンタム級王者）
- 小田美佳（OPBF女子東洋太平洋ミニフライ級王者）
- 松信秀和（全日本フェザー級新人王）
- リッキー・ツカモト（全日本スーパーフェザー級新人王）
- 五月女利晴（フェザー級東洋太平洋ランカー）
- 熊野和義（ライト級日本ランカ－、全日本スーパーフェザー級新人王）
- 池田好治（スーパーウェルター級日本ランカ－）
- 伊藤和也（スーパーライト級日本ランカ－）
- 新藤寛之 (第52代日本ウェルター級王者、第38代日本スーパーウェルター級王者)
- 細川バレンタイン(スーパーライト級日本ランカー、角海老宝石ボクシングジムへ移籍)
- 福永亮次(スーパーフライ級日本ランカー、角海老宝石ボクシングジムへ移籍)
- 水谷智佳（初代OPBF女子東洋太平洋スーパーフェザー級王者）